# Петър Патев
Петър Патев-Панагюреца е бивш български футболист, полузащитник. Играл е за Спортист (София) (1943 – 1948), Славия (1948 – 1953) и Червено знаме (София) (1954 – 1956). Вицешампион през 1945 със Спортист (финалист за държавното първенство) и през 1950, 1954 и 1955 г. със Славия, носител на Купата на Съветската армия през 1952 г. със Славия. Има 3 мача за „А“ националния отбор.